# Scolopendra cataracta
Rết thác (Danh pháp khoa học: Scolopendra cataracta) là một loài rết trong họ Scolopendridae mới được phát hiện gần đây tại Thái Lan, Lào và Việt Nam. Đây là loài rết đầu tiên có khả năng sống cả dưới nước lẫn trên cạn. Chúng có nọc độc nhưng không gây nguy hiểm đến con người.

## Đặc điểm
Chúng loài rết mới sống ở khu vực Đông Nam Á, có thể phát triển tới độ dài 20 cm, nó có nọc độc và là loài rết đầu tiên trên thế giới có khả năng bơi lội, loài rết mới dài 20 cm, biết bơi và săn mồi dưới nước, Nọc độc của loài rết S. cataracta này không đủ để gây chết người. Nếu bị cắn nó chỉ gây đau đớn. Một cú cắn của chúng có thể gây ra cơn đau lan truyền toàn bộ cánh tay hoặc chân nếu ngón tay hoặc ngón chân bị cắn. Cơn đau có thể kéo dài một hoặc vài ngày nhưng không để lại bất cứ tác dụng phụ nào khác.

## Phát hiện
Ông George Beccaloni của Bảo tàng Lịch sử Tự nhiên London là người phát hiện ra loài rết này trong khi ông đi hưởng tuần trăng mật ở Thái Lan vào năm 2001. Mẫu vật của loài rết này nằm trong bộ sưu tập của bảo tàng trong nhiều năm bởi Beccaloni nghi ngờ khả năng sống trong nước của loài rết. Các đồng nghiệp của Beccaloni đã tìm thấy thêm hai mẫu vật của loài rết này tại Lào. Thử nghiệm DNA cho thấy đây là một loài rết mới. Một mẫu vật khác của loài rết này được thu thập tại Việt Nam vào năm 1928.